# Bad Girls (Album)
Bad Girls ist das siebte Studioalbum der US-amerikanischen Sängerin Donna Summer. Es enthält einige ihrer bekanntesten und erfolgreichsten Lieder wie Hot Stuff, Bad Girls und Dim All the Lights.

## Entstehung und Veröffentlichung
Die Erstveröffentlichung von Bad Girls erfolgte am 20. April 1979 bei Casablanca Records. Das Album erschien in seiner Originalausführung als LP mit 15 Titeln (Katalognummer: NB 7048). Am 12. Dezember 1986 erschien es erstmals als CD-Ausführung (Katalognummer: 822 557-2).
Die Lieder wurden von verschiedenen, wechselnden Autoren geschrieben, darunter namhafte Musiker wie Keith Forsey oder auch Harold Faltermeyer. Donna Summer selbst war beim Schreibprozess bei acht Liedern beteiligt. Für die Produktion aller Titel zeichneten Pete Bellotte und Giorgio Moroder verantwortlich.

## Titelliste
1. Hot Stuff – 5:15
2. Bad Girls – 4:55
3. Love Will Always Find You – 3:59
4. Walk Away – 4:30
5. Dim All the Lights – 4:36
6. Journey to the Center of your Heart – 4:37
7. One Night in a Lifetime – 4:12
8. Can't Get to Sleep at Night – 4:45
9. On My Honor – 3:33
10. There Will Always be a You – 5:03
11. All Through the Night – 5:59
12. My Baby Understands – 3:58
13. Our Love – 4:53
14. Lucky – 4:37
15. Sunset People – 6:27

## Singleauskopplungen (Auswahl)
Singles in den Charts

| Jahr | Titel                        | Höchstplatzierung, Gesamtwochen, AuszeichnungChartplatzierungen (Jahr, Titel, , Platzierungen, Wochen, Auszeichnungen, Anmerkungen) | Höchstplatzierung, Gesamtwochen, AuszeichnungChartplatzierungen (Jahr, Titel, , Platzierungen, Wochen, Auszeichnungen, Anmerkungen) | Höchstplatzierung, Gesamtwochen, AuszeichnungChartplatzierungen (Jahr, Titel, , Platzierungen, Wochen, Auszeichnungen, Anmerkungen) | Höchstplatzierung, Gesamtwochen, AuszeichnungChartplatzierungen (Jahr, Titel, , Platzierungen, Wochen, Auszeichnungen, Anmerkungen) | Höchstplatzierung, Gesamtwochen, AuszeichnungChartplatzierungen (Jahr, Titel, , Platzierungen, Wochen, Auszeichnungen, Anmerkungen) | Höchstplatzierung, Gesamtwochen, AuszeichnungChartplatzierungen (Jahr, Titel, , Platzierungen, Wochen, Auszeichnungen, Anmerkungen) | Höchstplatzierung, Gesamtwochen, AuszeichnungChartplatzierungen (Jahr, Titel, , Platzierungen, Wochen, Auszeichnungen, Anmerkungen) | Anmerkungen                         | [↑]: gemeinsam behandelt mit vorhergehendem Eintrag; [←]: in beiden Charts platziert |
| Jahr | Titel                        | DE | AT | CH | UK | US | R&B | Dance | Anmerkungen                         |                                                                                      |
| ---- | ---------------------------- | --- | --- | --- | --- | --- | --- | --- | ----------------------------------- | ------------------------------------------------------------------------------------ |
| 1979 | Hot Stuff Bad Girls          | DE5 (22 Wo.)DE | AT3 (20 Wo.)AT | CH1 (16 Wo.)CH | UK11 Gold · (10 Wo.)UK | US1 Platin · (21 Wo.)US | R&B3 (14 Wo.)R&B | Dance1 (24 Wo.)Dance | Erstveröffentlichung: 4. April 1979 |                                                                                      |
| 1979 | Bad Girls                    | DE9 (15 Wo.)DE | AT23 (4 Wo.)AT | CH5 (11 Wo.)CH | UK14 Silber · (10 Wo.)UK | US1 Platin · (20 Wo.)US | R&B1 (19 Wo.)R&B[Dance: ↑] | Dance1 (24 Wo.)Dance | Erstveröffentlichung: Mai 1979      |                                                                                      |
| 1979 | Dim All the Lights Bad Girls | DE25 (8 Wo.)DE | — | — | UK29 (9 Wo.)UK | US2 Gold · (21 Wo.)US | R&B13 (14 Wo.)R&B | Dance54 (7 Wo.)Dance | Erstveröffentlichung: August 1979   |                                                                                      |

## Kommerzieller Erfolg

### Chartplatzierungen
| ChartsChartplatzierungen       | Höchstplatzierung | Wochen/ Monate |
| ------------------------------ | ----------------- | -------------- |
| Deutschland (GfK)              | 7 (24 Wo.)        | 24 Wo.         |
| Österreich (Ö3)                | 8 (3 Mt.)         | 3 Mt.          |
| Vereinigte Staaten (Billboard) | 1 (49 Wo.)        | 49 Wo.         |
| Vereinigtes Königreich (OCC)   | 23 (23 Wo.)       | 23 Wo.         |

| ChartsJahrescharts (1979) | Platzierung |
| ------------------------- | ----------- |
| Deutschland (GfK)         | 26          |

### Auszeichnungen für Musikverkäufe
| Land/Region                  | Auszeichnungen für Musikverkäufe (Land/Region, Auszeichnung, Verkäufe) | Verkäufe  |
| ---------------------------- | ---------------------------------------------------------------------- | --------- |
| Kanada (MC)                  | 2× Platin                                                              | 200.000   |
| Neuseeland (RMNZ)            | Gold                                                                   | 10.000    |
| Vereinigte Staaten (RIAA)    | 2× Platin                                                              | 2.000.000 |
| Vereinigtes Königreich (BPI) | Silber                                                                 | 200.000   |
| Insgesamt                    | 1× Silber · 1× Gold · 4× Platin ·                                      | 2.410.000 |